# Ghagar
Ghagar és un riu de Bangladesh.
Neix a les maresmes de Kotwalipara, al centre del país a 23° 45′ N, 90° 08′ E / 23.750°N,90.133°E
i corre cap al sud fins a desaiguar al riu Madhumati, un dels distributaris del Ganges. A la part inferior del riu és anomenat com a Saldaha. És navegable tot l'any.